# Anchicayá
El Anchicayá és un riu colombià, en el departament de Valle. Sorgeix a l'oest de la ciutat de Cali i desemboca en l'oceà Pacífic, en la badia de Buenaventura. Com tots els rius del vessant pacífic, té una biodiversitat alta.
És un riu ample i cabalós, d'aigües en general tranquil·les. S'ha explotat col·locant preses per obtenir energia elèctrica. El primer embassament és el del Baix Anchicayá, que va començar el 1955 i té una capacitat total de 74 MW amb energia mitjana anual de 360 GWh. Després, l'any 1974 va començar a operar la Represa d'Alt Anchicayá 3° 32′ 00″ N, 76° 52′ 03″ O / 3.5333333°N,76.8675°O 3° 32′ 00″ N, 76° 52′ 03″ O / 3.5333333°N,76.8675°O / 3° 32′ 00″ N, 76° 52′ 03″ O / 3.5333333°N,76.8675°O, 3° 32′ 00″ N, 76° 52′ 03″ O / 3.5333333°N,76.8675°O amb una capacitat instal·lada de 340 MW i una energia mitjana anual d'1.590 GWh. Els sediments del manteniment de la central han contaminat el riu.
També s'ha començat a explotar la mineria entre el corregimiento de Sant Marcos i les senderes Guaimía i Llimones. Altres activitats econòmiques en el riu són la pesca: entre les espècies piscícoles dels embassaments estan el barbut, la sabaleta i la carpa.